# Lándzsás légivadász
A lándzsás légivadász (Coenagrion hastulatum) Észak-Európában, illetve közép-európai hegyvidékeken honos szitakötőfaj.

## Megjelenése
A lándzsás légivadász kis méretű, karcsú, finom felépítésű szitakötő, testhossza 31–33 mm, szárnyhossza 16–22 mm lehet. A hímek türkizkékek vagy halványkékek, potrohuk feketén csíkozott. A potroh tortól számított második szelvényén lándzsahegyre vagy a francia kártya pikk színére emlékeztető mintázat látszik: ennek alapján lehet megkülönböztetni a hasonló fajoktól (pl. díszes légivadász) és erről kapta a faj a magyar és latin nevét is (hastula = lándzsácska). A nőstény halványzöld és potrohán hosszában egy széles fekete sáv húzódik végig. Mindkét nem szeme felül sötétbarna-fekete, alul pedig zöld.

## Elterjedése
Elsősorban észak-európai faj, főleg Skandináviában és Észak-Németországban gyakori. Közép-Európában a hegyvidékeken fordul elő, az Alpokban jelentős populációja van. Szórványosan megtalálható nyugatabbra (Skóciában néhány helyen) és keletebbre is egészen Nyugat-Szibériáig. Magyarországon az Északi-középhegység erdeiben, mészmentes tavacskákban fordulhat elő, létszáma ingadozó, északról bevándorolhat.

## Életmódja
Lárvája elsősorban a tőzeglápok hideg, enyhén savas kémhatású vizében fejlődik. Főleg a vegetációval (náddal-sással) sűrűn benőtt partú kisebb tavacskákat kedveli.

## Veszélyeztetettsége
Északi populációi stabilak, Közép-Európában csökkenő trendet mutatnak. Főleg élőhelye eltűnése, a kis tavacskák lecsapolása és a vízszennyezés veszélyezteti. A Természetvédelmi Világszövetség Vörös listáján "nem fenyegetett" a státusza. Magyarországon védett, természetvédelmi értéke 5000 Ft. 

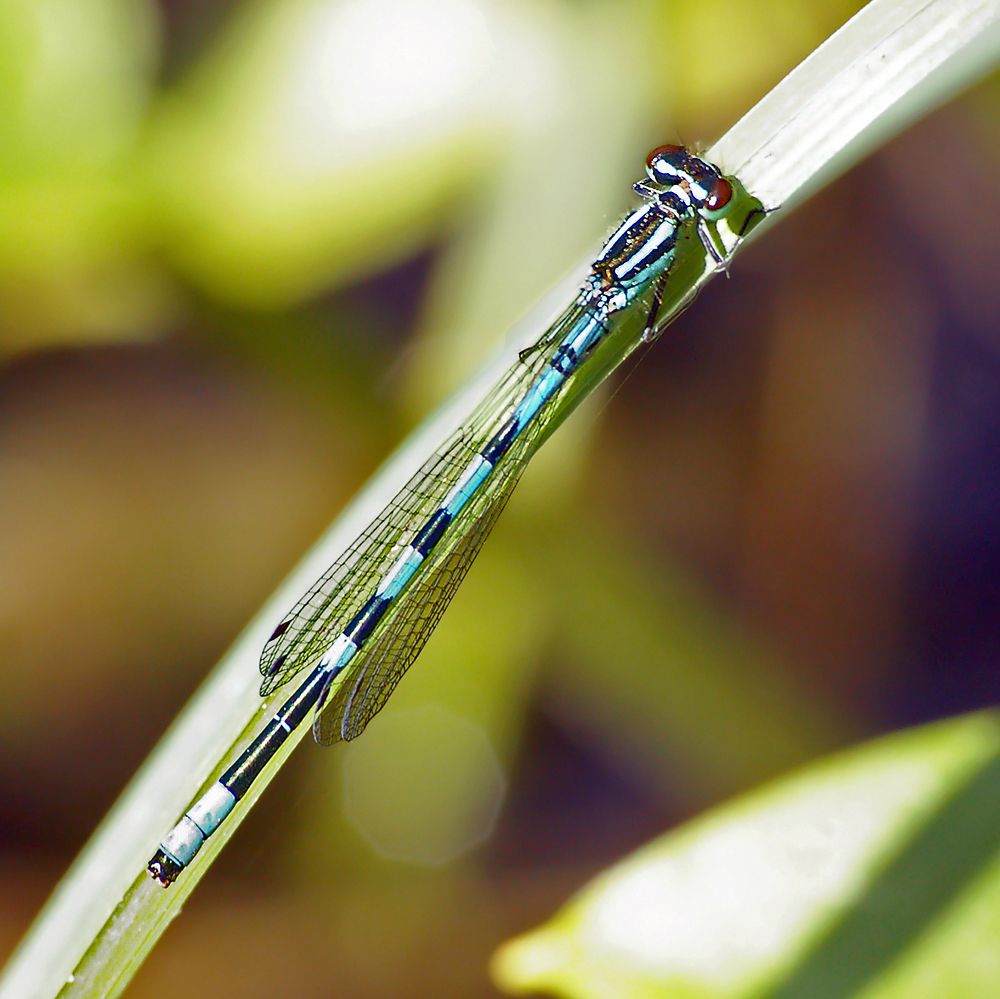
Hím felülről. Látható a potroh felső részén a jellegzetes lándzsahegy-mintázat
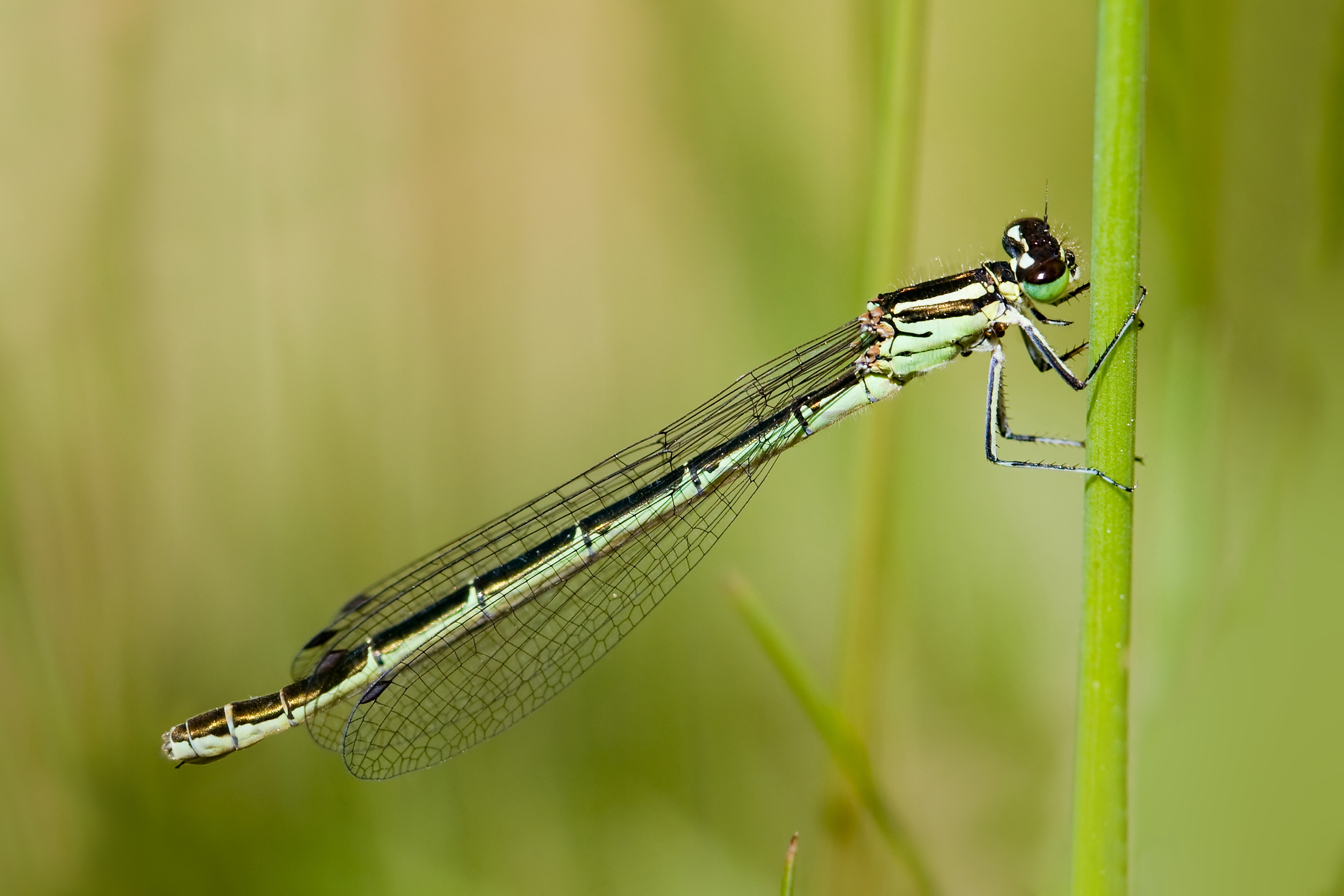
Nőstény szitakötő
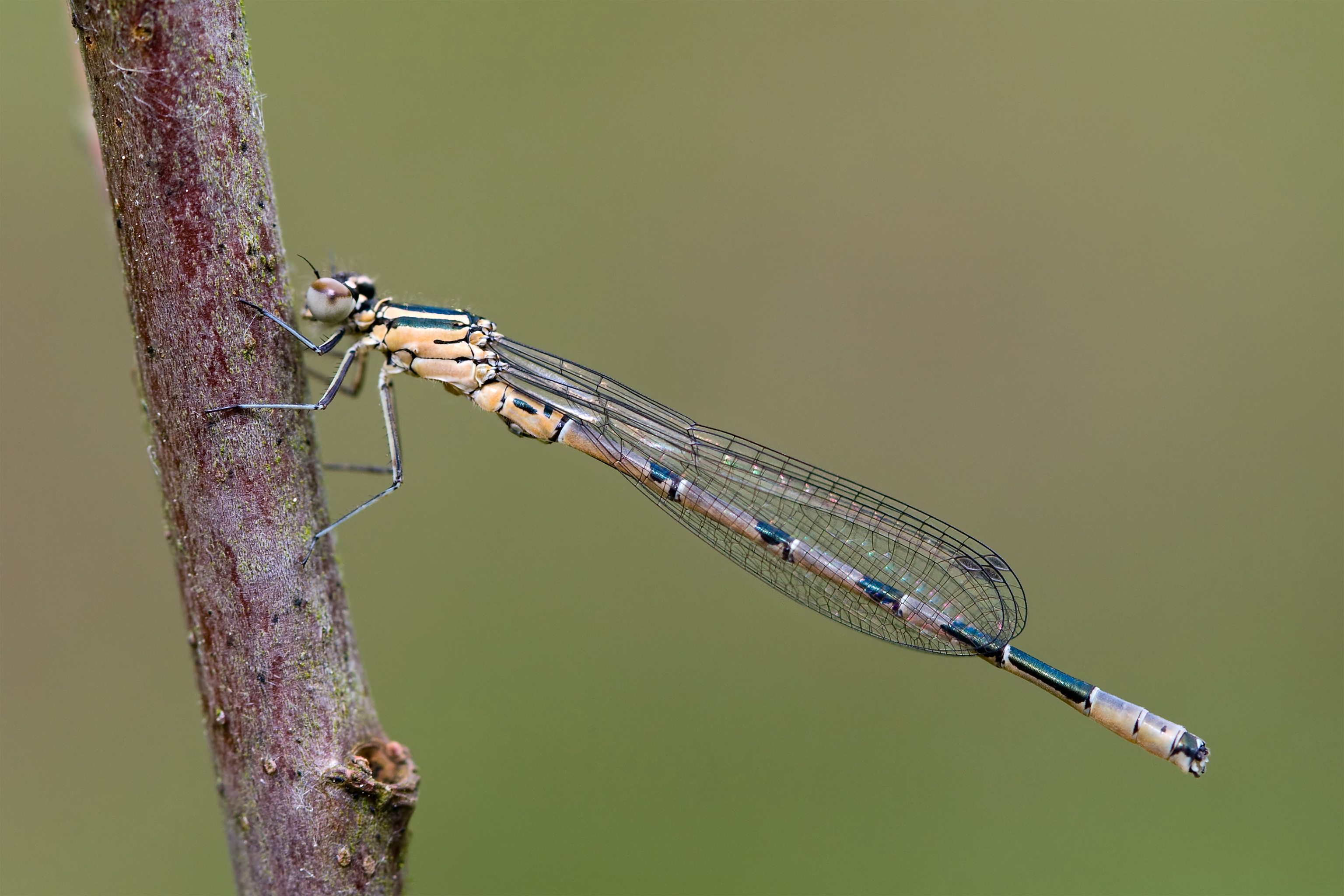
Hím példány vedlés után